# Facultad de Ciencias Exactas (Universidad Nacional de Salta)
La Facultad de Ciencias Exactas es una de las facultades de la Universidad Nacional de Salta, ubicada en la ciudad de Salta.

## Carreras

### Grado
- Lic. y Profesorado en Matemática
- Lic. y Profesorado en Física
- Lic. y Profesorado en Química
- Lic. en Bromatologia
- Lic. en Energías Renovables
- Lic. en Análisis de Sistemas

### Posgrado
- Especialidad en Energías Renovables
- Maestría en Energías Renovables
- Maestría en Matemática Aplicada
- Doctorado en Ciencias
- Doctorado en Física

## Institutos de investigación
- Instituto de Investigaciones en Energía No Convencional (INENCO)
- Centro de Investigación y Desarrollo en Informática Aplicada (CIDIA)[1]